# Erik Larsson Sparre
Erik Larsson Sparre (ur. 13 lipca 1550 w Sundby w Södermanland, zm. 20 marca 1600 w Linköping) – kanclerz Szwecji i członek Rady Królestwa (Riksråd).

## Życiorys
Erik Sparre był synem marszałka Szwecji Larsa Siggessona Sparre z jego drugiego małżeństwa z Brittą Turesdotter (Trolle). Ożeniony był z Ebbą Pedersdotter Brahe (1555-1634), córką Pera Brahe Starszego. Z małżeństwa tego pochodziło pięciu synów: Johan, Lars, Peder, Thure i Carl Sparre.
Studiował w Padwie i prawdopodobnie we Frankfurcie nad Odrą. Władał językami łacińskim, włoskim, niemieckim i francuskim. W 1574 r. powrócił do Szwecji, zawarł związek małżeński z córką Pera Brahe Starszego i wspierany przez teścia rozpoczął karierę polityczną. W 1575 r. lub 1576 r. wszedł w skład Rady Królestwa. Od 1582 r. namiestnik królewski w Västmanland i Dalarna. W okresie tym był on jednym z najbliższych współpracowników króla Jana III Wazy. W 1585 r. opracował dzieło Pro lege, rege et grege, w którym stwierdzał, że król powinien rządzić państwem w ścisłej współpracy z arystokratyczną Radą Królestwa, wyrażając tym samym poglądy arystokracji szwedzkiej na tę kwestię.
W 1587 r. Erik Larsson Sparre, jako stronnik króla Jana III Wazy w jego konflikcie z ks. Karolem Sudermańskim, otrzymał wraz z Erikiem Brahe misję reprezentowania interesów Zygmunta Wazy w rozmowach dotyczących elekcji w Rzeczypospolitej. Okazał się być zręcznym dyplomatą, przyczyniając się do wyboru Zygmunta na tron polski. Podpisał pacta conventa Zygmunta III Wazy w 1587 roku. Mimo to znalazł się w niełasce u Jana III, gdyż podczas rokowań obiecał stronie polskiej zrzeczenie się Estonii przez Szwecję. Utracił on swoje urzędy i przez pewien czas był więziony na zamku Trzech Koron w Sztokholmie.
Po śmierci Jana III w 1592 r. Erik Larsson Sparre pogodził się z ks. Karolem Sudermańskim. Przeciwieństwo poglądów pomiędzy Zygmuntem a Radą Królestwa spowodowały, że stał się on jednym z głównych krytyków króla (zwłaszcza podczas konwentu protestanckiego w 1593 r. w Uppsali). Erik Sparre był jednym z ojców chrzestnych najstarszego syna ks. Karola Sudermańskiego z jego drugiego małżeństwa z Krystyną holsztyńską, przyszłego króla Szwecji Gustawa II Adolfa (ur. 1594). Odkąd jednak ks. Karol Sudermański zaczął prowadzić coraz bardziej agresywną politykę, ich wzajemne relacje stopniowo pogarszały się. Mimo to Erik Sparre podpisał się pod decyzją Riksdagu zebranego w 1595 r. w Söderköping, gdzie m.in. ks. Karol Sudermański uznany został regentem oraz zdecydowano o wydaleniu wszystkich katolików z kraju.
Kiedy jednak ks. Karol Sudermański postanowił zbrojnie rozprawić się z namiestnikiem Finlandii, Clasem Erikssonem Flemingiem, stronnikiem Zygmunta, zwołując bezprawnie Riksdag w Arboga (luty 1597), Erik Sparre wraz z kilkoma innymi członkami Rady Królestwa zaprotestował. W efekcie tego otwartego wystąpienia przeciw regentowi, wiosną 1597 r. udał się do Polski, aby tu przekonać Zygmunta do powrotu do Szwecji. Zygmunt został jednak pokonany w bitwie pod Stångebro w 1598 r. i następnie w wyniku ugody w Linköping zmuszony do wydania Erika Sparre wraz z wieloma innymi swymi zwolennikami w ręce ks. Karola Sudermańskiego. 20 marca 1600 r., po procesie sądowym, pięciu z nich, w tym Erik Sparre, zostało ściętych na rynku w Linköping (Linköpings blodbad).